# Schizolaena laurina
Schizolaena laurina är en tvåhjärtbladig växtart som beskrevs av Henri Ernest Baillon. Schizolaena laurina ingår i släktet Schizolaena och familjen Sarcolaenaceae. Inga underarter finns listade i Catalogue of Life.